# Leptotyphlops conjunctus
Leptotyphlops conjunctus — вид змій родини струнких сліпунів (Leptotyphlopidae). Мешкає в Південній Африці.

## Поширення і екологія
Leptotyphlops conjunctus мешкають в центральних районах Східнокапської провінції ПАР, а також в інших районах на північному сході і сході ПАР, в Лесото і Есватіні. Вони живуть на луках, на висоті до 1600 м над рівнем моря. Ведуть риючий спосіб життя. Відкладають яйця.